# Żukowo

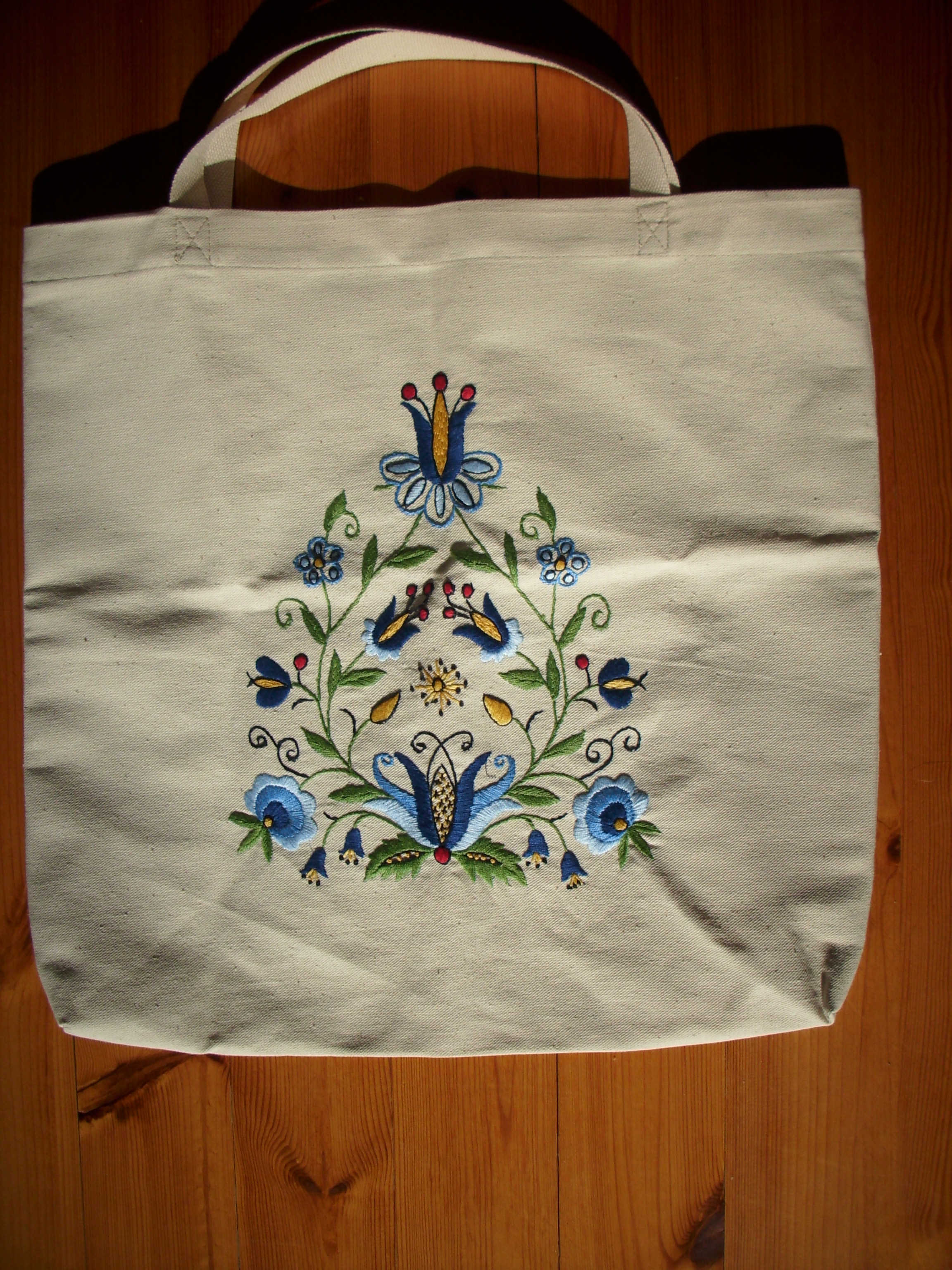

Żukowo (ted. Zuckau) è un comune urbano-rurale polacco del distretto di Kartuzy, nel voivodato della Pomerania.
Ricopre una superficie di 163,95 km² e nel 2004 contava 24 288 abitanti.

## Villaggi
Il comune di Żukowo comprende i seguenti villaggi e località: Babi Dół, Banino, Barniewice, Borkowo, Borowiec, Chwaszczyno, Czaple, Elżbietowo, Glincz, Łapino Kartuskie, Leźno, Lniska, Małkowo, Miszewko, Miszewo, Niestępowo, Nowy Świat, Otomino, Pępowo, Piaski, Przyjaźń, Rębiechowo, Rutki, Skrzeszewo Żukowskie, Stara Piła, Sulmin, Tuchom, Widlino e Żukowo-Wieś.